# Сюй Цзинтао
Сюй Цзинта́о (кит. упр. 许静韬, пиньинь Xǔ Jìngtāo; род. 5 августа 1993, Харбин) — китайский кёрлингист.
В составе мужской сборной Китая участник зимних Олимпийских игр 2022 (заняли пятое место), трёх чемпионатов мира (лучший результат — одиннадцатое место в 2019), трёх Тихоокеанско-азиатских чемпионатов (лучший результат — серебряные призёры в 2017, 2018). В составе юниорской мужской сборной Китая участник чемпионата мира 2013 (заняли девятое место).
Играет на позициях первого и второго.

## Достижения
- Кубок мира по кёрлингу 2018/2019: серебро (финал).
- Тихоокеанско-азиатский чемпионат по кёрлингу: серебро (2017, 2018), бронза (2019).
- Тихоокеанско-азиатский чемпионат по кёрлингу среди юниоров: золото (2015).

## Команды
| Сезон   | Четвёртый      | Третий                               | Второй      | Первый       | Запасной                          | Тренер                                 | Турниры                                                       |
| ------- | -------------- | ------------------------------------ | ----------- | ------------ | --------------------------------- | -------------------------------------- | ------------------------------------------------------------- |
| 2012—13 | Zhang Zhongbao | Цзян Дунсюй                          | Сюй Цзинтао | Ван Цзиньбо  | Чжан Жунжуй                       | Zhu Yu                                 | ЧМЮ 2013 (9 место)                                            |
| 2014—15 | Ван Цзиньбо    | Шао Чжилинь                          | Сюй Цзинтао | Zhang Tianyu | Zhao Ran                          | Ван Фэнчунь                            | ТАЧЮ 2015                                                     |
| 2017—18 | Цзоу Дэцзя     | Цзоу Цян                             | Сюй Цзинтао | Шао Чжилинь  | Ма Яньлун                         | Марсель Рок                            | ТАЧ 2017 · ЧМ 2018 (12 место)                                 |
| 2018—19 | Цзоу Цян       | Ван Чжиюй (ТАЧ, ЧМ) Цзян Дунсюй (КМ) | Шао Чжилинь | Сюй Цзинтао  | Цзян Дунсюй (ТАЧ), Ба Дэсинь (ЧМ) | Чжан Чжипэн, Даниэль Рафаэль (ТАЧ, ЧМ) | ТАЧ 2018 · КМ 2018/19 (2 этап) (5 место) · ЧМ 2019 (11 место) |
| 2018—19 | Ба Дэсинь      | Цзоу Цян                             | Ван Чжиюй   | Сюй Цзинтао  | Цзан Цзялян                       | Сюй Сяомин                             | КМ 2018/19 (финал)                                            |
| 2019—20 | Цзоу Цян       | Ван Чжиюй                            | Тянь Цзяфэн | Сюй Цзинтао  | Хань Пэн                          | Сёрен Гран, Марко Мариани              | ТАЧ 2019                                                      |
| 2020—21 | Цзоу Цян       | Тянь Цзяфэн                          | Ван Чжиюй   | Сюй Цзинтао  | Хань Пэн                          | Сёрен Гран                             | ЧМ 2021 (14 место)                                            |
| 2021—22 | Ма Сююэ        | Цзоу Цян                             | Ван Чжиюй   | Сюй Цзинтао  | Цзян Дунсюй                       | Пейя Линдхольм                         | ЗОИ 2022 (5 место)                                            |

(скипы выделены полужирным шрифтом)

## Частная жизнь
Не женат.
Начал заниматься кёрлингом в 2004 году, в возрасте 11 лет.